# Noel Rosa
Noel de Medeiros Rosa OMC (Rio de Janeiro, 11 de dezembro de 1910 — Rio de Janeiro, 4 de maio de 1937) foi um sambista, cantor, compositor, bandolinista e violonista brasileiro, um dos maiores e mais importantes artistas da música no Brasil. Teve contribuição fundamental na legitimação do samba de morro e no "asfalto", ou seja, entre a classe média e o rádio, principal meio de comunicação em sua época - fato de grande importância, não só para o samba, mas para a história da música popular brasileira.
Morto prematuramente aos 26 anos em decorrência de tuberculose, deixou um conjunto de canções que se tornaram clássicas dentro do cancioneiro popular brasileiro.
Em 2016 foi agraciado in memoriam com a Ordem do Mérito Cultural do Brasil (OMC), na classe de grão-mestre.

## Biografia

Casa onde nasceu Noel Rosa, no Rio de Janeiro, em 1910.

Filho do mineiro Manuel de Medeiros Rosa (1880-1935) e da carioca Marta Correia de Azevedo (1889-1940), Noel nasceu de um parto muito difícil e complicado, que incluiu o uso de fórceps pelo médico obstetra como medida para salvar as vidas da mãe e bebê. Além disso, tinha hipoplasia (desenvolvimento limitado da mandíbula, provável Síndrome de Pierre Robin), o que lhe marcou as feições por toda a vida e destacou sua particular fisionomia.
Nascido na rua Teodoro da Silva n.º 130, no bairro carioca de Vila Isabel, Noel era de família de classe média. Estudou no tradicional Colégio de São Bento.
Adolescente, aprendeu a tocar bandolim de ouvido e tomou gosto pela música e, pela atenção que ela lhe proporcionava, logo, passou ao violão e cedo tornou-se figura conhecida da boemia carioca. Em 1931 entrou para a Faculdade de Medicina, porém, em pouco tempo o projeto de estudar mostrou-se pouco atraente diante da vida de artista, em meio ao samba e noitadas regadas à cerveja. Noel foi integrante de vários grupos musicais, entre eles o Bando de Tangarás desde 1929, ao lado de João de Barro (o Braguinha), Almirante, Alvinho e Henrique Brito.
Em 1929, Noel arriscou as suas primeiras composições, Minha Viola e Festa no Céu, ambas gravadas por ele mesmo. Mas foi em 1930 que o sucesso chegou, com o lançamento de Com que roupa?, um samba bem-humorado que sobreviveu décadas e hoje é um clássico do cancioneiro brasileiro. Uma lenda desmentida por Almirante, seu parceiro musical e biógrafo, diz que a canção surgiu de um episódio em que queria sair com os amigos, mas sua mãe não deixou e escondeu suas roupas. Ele, então com pressa, perguntou: "Com que roupa eu vou?".

Noel revelou-se um talentoso cronista do cotidiano, com uma sequência de canções que primam pelo humor e pela veia crítica. Orestes Barbosa, exímio poeta da canção, seu parceiro em Positivismo, o considerava o "rei das letras". Noel também foi protagonista de uma curiosa polêmica (Noel Rosa X Wilson Batista) travada através de canções com seu rival Wilson Batista. Os dois compositores atacaram-se mutuamente em sambas agressivos e bem-humorados, que renderam bons frutos para a música brasileira, incluindo clássicos de Noel como Feitiço da Vila e Palpite Infeliz. Entre os intérpretes que passaram a cantar seus sambas, destacam-se Mário Reis, Francisco Alves e Aracy de Almeida.

Registro profissional de Noel Rosa (1935).

No ano de 1930, quando a canção popular começou a se firmar e o samba passou a definir a linhagem autêntica como raiz própria e brasileira, Noel Rosa ganhou destaque e preferência entre os ouvintes de rádio e participantes dos carnavais de rua do Rio de Janeiro. Sua música conquistava a todos pela autenticidade ao falar de amor, de encontros desencontros e do cotidiano.
Noel teve ao mesmo tempo várias namoradas e foi amante de muitas mulheres casadas. Casou-se em 1934 com Lindaura Martins, natural de Sergipe. Apesar de ter afeto e carinho pela esposa, era apaixonado mesmo por Ceci, apelido de Juraci Correia de Araújo, uma dançarina e acompanhante de cabaré, sua amante de longa data. Era tão apaixonado por ela, que ele escreveu e fez sucesso com a canção Dama do Cabaré, inspirada em Ceci, que, mesmo na "vida fácil", era uma dama ao se vestir e ao se comportar com os homens, e o deixou totalmente enlouquecido pela sua beleza. Foram anos de caso: eles se encontravam no cabaré à noite e juntos passeavam, bebiam, fumavam, jogavam e andavam noite afora sem destino - principalmente pelo bairro carioca da Lapa, onde se localizava o cabaré. Ele costumeiramente lhe dava presentes, joias e perfumes e queria retirá-la da prostituição e fazê-la sua esposa. No entanto, uma vez que seria um escândalo social e a família jamais aceitaria uma meretriz na família, tentou dar uma casa para Ceci, para que ela só se deitasse com ele, onde se encontrariam escondidos e a sustentaria. Ceci recusou-se, pois não queria depender de homem para sobreviver, e queria alguém que a assumisse como esposa. Após mais alguns anos juntos, o ciúme doentio de Noel por Ceci a fez terminar a relação, que ficou entre idas e vindas por um bom tempo, até que se afastaram de vez.
Seu pai suicidou-se por enforcamento em 3 de maio de 1935, gesto extremo que sua avó paterna, Belarmina de Medeiros, já havia executado em 15 de outubro de 1927.

### Tuberculose e morte

Carta de Noel Rosa a seu médico em 1935

Em depressão por alguns meses pela separação de Ceci, Noel passou os anos seguintes travando uma batalha contra a tuberculose. A vida boêmia, porém, nunca deixou de ser um atrativo irresistível para o artista, que entre viagens para cidades mais altas em função do clima mais puro, sempre voltava ao samba, à bebida e ao cigarro, nas noites cariocas, cercado de muitas mulheres, a maioria, suas amantes. Mudou-se com a esposa para Belo Horizonte, para tratar de seu problema pulmonar, ainda inicial e não transmissível pelo ar, e para salvar seu casamento, já que gostava de sua esposa, mas ela ameaçava se separar, pois não suportava mais as traições e bebedeiras do marido, mas se separar naquela época era um peso e uma vergonha enormes para a mulher, e por isso Lindaura reconsiderou, e também queria salvar seu matrimônio. Sem planejar, Lindaura engravidou, mas sofreu um aborto espontâneo no meado de sua gestação, e, devido as complicações por causa da forte hemorragia, afetando seu aparelho uterino, não pôde mais ter filhos, o que a deixou muito revoltada e deprimida. Foi por isso que Noel Rosa não foi pai, o que o deixou muito mal, já que era seu maior desejo. Da capital mineira, escreveu ao seu médico, Dr. Graça Melo: “Já apresento melhoras/Pois levanto muito cedo/E deitar às nove horas/Para mim é um brinquedo/A injeção me tortura/E muito medo me mete/Mas minha temperatura/Não passa de trinta e sete/Creio que fiz muito mal/Em desprezar o cigarro/Pois não há material/Para o exame de escarro".
Trabalhou na Rádio Mineira e entrou em contato com compositores amigos da noite, como Rômulo Paes, recaindo sempre na vida boêmia. O fato de não ter parado de beber e fumar, não fazer repouso absoluto e continuar pegando sereno nas madrugadas, pioraram sua tuberculose. De volta ao Rio, sentindo-se bem melhor, parou com as medicações, e jurou estar curado, mas poucos dias depois adoeceu fortemente, não conseguindo mais se alimentar e nem levantar da cama, faleceu repentinamente em sua casa, no bairro de Vila Isabel no ano de 1937, aos 26 anos, em consequência da doença que o perseguia há alguns anos. Deixou sua esposa viúva e desesperada. Lindaura, sua mulher, e Dona Martha, sua mãe, cuidaram de Noel até o fim. Seu corpo encontra-se sepultado no Cemitério do Caju, no Rio de Janeiro.

## Cinema

### Filmes sobre Noel
"Cordiais Saudações", de Gilberto Santeiro (1967) curta.
Noel Rosa já foi retratado como personagem no cinema e na televisão, interpretado por Chico Buarque no filme O Mandarim (1995) e Rafael Raposo no filme Noel - Poeta da Vila (2006).

O primeiro longa-metragem sobre o compositor, Noel - Poeta da Vila, foi baseado na biografia de Máximo e Didier e dirigido por Ricardo van Steen. Teve sua estreia no Festival de Cinema do Rio de Janeiro em 2006 e na 30ª Mostra de Cinema de São Paulo. Entrou em circuito em agosto de 2007, ano que marcou os 70 anos da morte do poeta do samba.

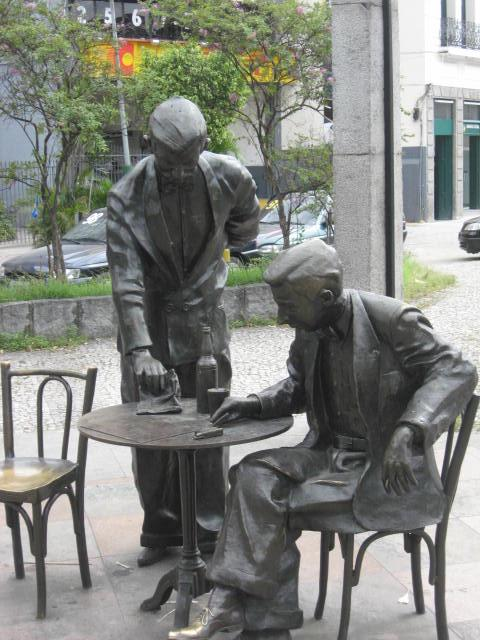
Um garçom serve Noel Rosa; estátua localizada na entrada de Vila Isabel, Rio de Janeiro.

Antes deste filme, outros filmes, de curta e média-metragem, foram realizados sobre Noel Rosa. O próprio Ricardo Van Steen, realizador de Noel - Poeta da Vila, dirigiu um curta-metragem, Com Que Roupa? (1997), com Cacá Carvalho no papel de Noel Rosa.
Rogério Sganzerla (1946-2004), um dos principais nomes do chamado Cinema Marginal, era fascinado pela vida e obra de Noel Rosa, e planejava fazer o seu próprio longa-metragem. O projeto acabou não vingando, mas durante esta espera, realizou dois documentários, um de curta-metragem, Noel Por Noel (1978), e um de média-metragem, Isto é Noel Rosa (1991).
Em O Mandarim (1995) — uma representação experimental da vida do cantor Mário Reis — Júlio Bressane (outro representante do Cinema Marginal) chama Chico Buarque para interpretar Noel Rosa.
Em 1994, Alexandre Dias da Silva descobre em uma feira de rua um filme raríssimo — o curta-metragem Vamo Falá do Norte (1929), de Paulo Benedetti, com a única imagem filmada de Noel Rosa, junto com o Bando de Tangarás — e, com texto de José Roberto Torero e cenas de cinejornais e filmes de 1929, realiza o curta-metragem O Cantor de Samba.
No mesmo ano, Noel Rosa se torna personagem do curta-metragem de ficção Bar Babel, realizado no Paraná por Antônio Augusto Freitas.
Em 1998, Antonio Paiva Filho escreve e dirige, em vídeo, uma ficção inspirada no célebre samba de Noel Rosa Coração, presente mesmo no título: A Paixão Faz Dor no Crânio Mas Não Ataca o Coração.
E em 1999, André Sampaio realiza uma ficção experimental, Polêmica, a partir da famosa polêmica musical entre Noel Rosa e Wilson Batista.

### Trilhas musicais para o cinema
Antes de ser tema de filmes, a música de Noel Rosa esteve presente em um sem-número de filmes brasileiros.
Mesmo enquanto o Poeta da Vila ainda era vivo: na comédia musical Alô, Alô, Carnaval, de Adhemar Gonzaga (produção Cinédia — 1936), duas marchas de carnaval de Noel Rosa estavam em sua trilha sonora: Pierrot Apaixonado (parceria com Heitor dos Prazeres) e Não Resta a Menor Dúvida (parceria com Hervé Cordovil).
No mesmo ano, compôs seis canções, em parceria com Vadico, para o filme Cidade-Mulher, de Humberto Mauro (produção Brasil-Vita): a canção-título do filme (interpretada por Orlando Silva), Dama do Cabaré, Tarzan, O Filho do Alfaiate, Morena Sereia, Numa Noite à Beira-Mar e Na Bahia.
Outros filmes de destaque com canções de Noel Rosa em sua trilha sonora foram os realizados por Carlos Alberto Prates Correia, outro grande admirador de sua música: em Perdida (1975), a gravação original de Quem Dá Mais? (1932), na voz do próprio Noel Rosa, serve de fundo para uma cena… digamos… didática, passada num bordel.
Em Cabaret Mineiro (1980) — grande premiado no Festival de Gramado de 1981 — Pra Esquecer — com Tavinho Moura e regional — e Nunca… Jamais! - com Tavinho Moura, Silvia Beraldo e regional — tem a mesma função de reforço da ironia em duas sequências do filme.

## Teatro
Sua vida foi objeto de um excelente drama de Plínio Marcos — O Poeta da Vila e seus Amores — encenado no Teatro Popular do Sesi. Foram mais de dois anos ininterruptos em cartaz.

## Homenagens
Em 2010, cem anos depois do seu nascimento, o GRES Unidos de Vila Isabel, escola de samba sediada na Zona Norte do Rio de Janeiro, no bairro de Vila Isabel, levou Noel Rosa como seu enredo do carnaval de 2010. Fez-se um desfile em sua homenagem, com o samba intitulado Noel: A Presença do "Poeta da Vila", de autoria do compositor Martinho da Vila.
O desfile realizado pela Unidos de Vila Isabel se deu na segunda-feira de carnaval, dia 15 de fevereiro de 2010. A escola foi a quinta escola a desfilar e o resultado oficial rendeu à escola a quarta colocação na ordem oficial de apuração dos pontos pela LIESA.

## Canções
Foram 259 composições criadas por Noel:
| - "Ingênua" (com Glauco Viana), 1928/1930 - "Com que roupa?" 1929 - "Festa no céu" 1929 - "Minha viola" 1929 - "A.B. Surdo", (com Lamartine Babo) 1930 - "Bom elemento", (com Euclides Silveira, o Quidinho) 1930 - "Devo esquecer" (com Gilberto Martins), 1930 - "Dona Aracy" 1930 - "Dona Emília", (com Glauco Vianna) 1930 - "Eu vou pra vila" 1930 - "Gago apaixonado", 1930 - "Lataria" (com João de Barro e Almirante), 1930 - "Malando medroso" 1930 - "Meu sofrer" (com Henrique Britto), 1930 - "Quem dá mais (Leilão do Brasil)" 1930 - "Sorriso de criança" 1930 - "Vou te ripar" 1930 - "Adeus" (com Ismael Silva e Francisco Alves), 1931 - "A.E.I.O.U." (com Lamartine Babo), 1931 - "Agora" 1931 - "Coração" 1931 - "Cordiais saudações" 1931 - "É preciso discutir" 1931 - "Espera mais um ano" 1931 - "Esquecer e perdoar" (com Canuto), 1931 - "Estátua da paciência" (com Jerônimo Cabral), 1931 - "Eu agora fiquei mal" (com Antenor Gargalhada), 1931 - "Fiquei sozinha" (com Adauto Costa), 1931 - "Gosto, mas não é muito" (com Ismael Silva e Francisco Alves), 1931 - "Já não posso mais" (com Pururuca, Canuto e Almirante), 1931 - "Julieta" (com Eratóstenes Frazão), 1931 - "Mão no remo" (com Ary Barroso), 1931 - "Mardade de cabocla" 1931 - "Mentiras de mulher" 1931 - "Mulata fuzarqueira", 1931 - "Mulato bamba (Mulato forte)" 1931 - "Nega", (com Lamartine Babo) 1931 - "Nunca... Jamais" 1931 - "Palpite" (com Eduardo Souto), 1931 - "Pesado 13" (paródia do tango "El penado", de Agustín Magaldi, Pedro Noda e Carlos Pesce), 1931 - "Picilone" 1931 - "Por causa da hora" 1931 - "Por esta vez passa" 1931 - "O pulo da hora" 1931 - "Que se dane" (com Jota Machado), 1931 - "Rumba da meia-noite" (com Henrique Vogeler), 1931 - "O samba da boa vontade" (com João de Barro), 1931 - "Sinhá Ritinha", (com Moacir Pinto Ferreira) 1931 - "Só pra contrariar" (com Manoel Ferreira), 1931 - "Você foi o meu azar" (com Arthur Costa), 1931 - "Ando cismado" (com Ismael Silva), 1932 - "Araruta" (com Orestes Barbosa), 1932 - "Assim sim" (com Ismael Silva e Francisco Alves), 1932 - "Até amanhã" 1932 - "Dona do lugar" (com Ismael Silva e Francisco Alves), 1932 - "E não brinca não (Não brinca não)" 1932 - "É peso" (com Ismael Silva), 1932 - "Escola de malandro" (com Orlando Luiz Machado e Ismael Silva), 1932 - "Estamos esperando" 1932 - "Felicidade" (com René Bittencourt), 1932 - "Fita amarela" 1932 - "Fui louco" (com Alcebíades Barcelos, o Bide), 1932 - "Mas como... Outra vez?" (com Francisco Alves), 1932 - "Mentir (Mentira necessária)" 1932 - "Mulher indigesta" 1932 - "Não faz, amor" (com Cartola), 1932 - "Não há castigo" (com Ernesto dos Santos, o Donga), 1932 - "Não me deixam comer" 1932 - "Nuvem que passou" 1932 - "Para me livrar do mal" (com Ismael Silva), 1932 - "Prazer em conhecê-lo" (com Custódio Mesquita), 1932 - "Primeiro amor" (com Ernani Silva), 1932 - "Qual foi o mal que eu te fiz?" (com Cartola), 1932 - "Quem não dança" 1932 - "Quero falar com você" (com Lauro dos Santos, o Gradim), 1932 - "A razão dá-se a quem tem" (com Ismael Silva e Francisco Alves), 1932 - "Rir" (com Cartola), 1932 - "São coisas nossas (Coisas nossas)" 1932 - "Sem tostão" 1932 - "Seu Jacinto" 1932 - "Tenentes do diabo" (com Visconde de Bicohyba e Henrique Vogeler), 1932 - "Tenho um novo amor" (com Cartola), 1932 - "Tudo o que você diz" 1932 - "Uma jura que fiz" (com Ismael Silva e Francisco Alves), 1932 - "Vitória" (com Romualdo Peixoto, o Nonô), 1932 - "Amor de parceria" 1933 - "Arranjei um fraseado" 1933 - "Capricho de rapaz solteiro" 1933 - "Contraste" 1933 - "Cor de cinza" 1933 - "De qualquer maneira" (com Ary Barroso), 1933 - "Deus sabe o que faz" (com Ismael Silva e Francisco Alves), 1933 - "Dono do meu nariz" (paródia de "Dona da minha vontade", de Francisco Alves e Orestes Barbosa), 1933 - "Estrela da manhã" (com Ary Barroso), 1933 - "Esquina da vida" (com Francisco de Queirós), 1933 - "Eu queria um retratinho de você" (com Lamartine Babo), 1933 - "Feitio de oração" (com Osvaldo Gogliano, o Vadico), 1933 - "Filosofia" (com André Filho), 1933 - "Habeas-corpus" (com Orestes Barbosa), 1933 - "Isso não se faz" (com Ismael Silva e Francisco Alves), 1933 - "Já sei que tens um novo amor" (com Ismael Silva e Francisco Alves), 1933 - "Meu barracão" 1933 - "Não digas" (com Ismael Silva e Francisco Alves), 1933 - "Não tem tradução (Cinema falado)" 1933 - "Nem com uma flor" (com Francisco Alves), 1933 - "Nunca dei a perceber" (com Ismael Silva e Francisco Alves), 1933 - "Onde está a honestidade?" (com Francisco Alves), 1933 - "O orvalho vem caindo" (com Kid Pepe), 1933 - "Positivismo" (com Orestes Barbosa), 1933 - "Pra esquecer" 1933 | - "Prato fundo" (com João de Barro, o Braguinha), 1933 - "Quando o samba acabou" 1933 - "Quem não quer sou eu" (com Ismael Silva), 1933 - "Rapaz folgado" 1933 - "Sei que vou perder" (com Romualdo Peixoto, o Nonô e Alfredo Lopes Quintas), 1933 - "Seja breve" 1933 - "O sol nasceu pra todos" (com Lamartine Babo), 1933 - "Sorrindo sempre" (com Lauro dos Santos, o Gradim, Ismael Silva e Francisco Alves), 1933 - "Três apitos" 1933 - "Vai haver barulho no chatô" (com Walfrido Silva), 1933 - "Vai para a casa depressa (cara ou coroa)" (com Francisco Mattoso),1933 - "Vejo amanhecer" (com Francisco Alves), 1933 - "Você, por exemplo" (com Francisco Alves), 1933 - "Você só... mente" (com Hélio Rosa), 1933 - "Boa viagem" (com Ismael Silva), 1934 - "Dama do cabaré" 1934 - "Feitiço da Vila" (com Osvaldo Gogliano, o Vadico), 1934 - "Fiquei rachando lenha" (com Hervê Cordovil), 1934 - "Linda pequena" (com João de Barro), 1934 - "O maior castigo que te dou" 1934 - "Mais um samba popular" (com Osvaldo Gogliano, o Vadico), 1934 - "Marcha da prima... Vera" 1934 - "A melhor do planeta" (com Henrique Foreis Domingues, o Almirante), 1934 - "Paga-me esta noite" (paródia de "Tell me tonight", de Mischa Spoliansky)1934 - "As pastorinhas" (com João de Barro), 1934 - "Remorso" 1934 - "Retiro da saudade" (com Antonio Nássara), 1934 - "Se a sorte me ajudar" (com Germano Augusto Coelho), 1934 - "O século do progresso" 1934 - "Tenho raiva de quem sabe" (com Zé Pretinho e Kid Pepe), 1934 - "Tipo zero" 1934 - "Triste cuíca" (com Hervê Cordovil), 1934 - "Você é um colosso" 1934 - "Voltaste pro subúrbio" 1934 - "Vou te ripar 2" 1934 - "Ao meu amigo Edgard (carta de Noel)" (com João Nogueira), 1935-1978 - "Belo Horizonte" (paródia de "I'm looking over a four leaf clover", de Mort Dixon e Harry Woods), 1935 - "Boas tenções" (com Arnold Glückmann), 1935 - "Canção do galo capão" (paródia de "Canção do grande galo", de Lamartine Babo e Paulo Barbosa), 1935 - "Cansei de pedir" 1935 - "Cansei de implorar" 1935 - "Condeno o teu nervoso" (paródia de "Teus ciúmes", de Lacy Martins e Aldo Cabral), 1935 - "Conversa de botequim" (com Oswaldo Gogliano, o Vadico), 1935 - "Cor de leite com café" (com Hamilton Sbarra), 1935-1969 - "Deixa de ser convencida" (com Wilson Baptista), 1935 - "Disse-me disse" 1935 - "Envio essas mal traçadas linhas" (paródia de "Cordiais saudações"), 1935 - "Finaleto" (com Arnold Glückmann), 1935 - "Foi ele" (paródia de "Foi ela", de Ary Barroso), 1935 - "Genoveva não sabe o que diz" (paródia de Palpite infeliz), 1935 - "João Ninguém" 1935 - "O Joaquim é condutor" (com Arnold Glückmann), 1935 - "Não foi por amor" (com Zé Pretinho e Germano Augusto Coelho), 1935 - "Não resta a menor dúvida" (com Hervê Cordovil), 1935 - "Palpite infeliz" 1935 - "Para o bem de todos nós" (com Arnold Glückmann), 1935 - "Pela décima vez" 1935 - "Perdoa este pecador" (com Arnold Glückmann), 1935 - "Pierrô apaixonado" (com Heitor dos Prazeres), 1935 - "Precaução inútil" (paródia de "Boneca", de Aldo Cabral e Benedito Lacerda), 1935 - "Quantos beijos" (com Oswaldo Gogliano, o Vadico), 1935 - "Que baixo!" (com Antônio Nássara), 1935 - "O que é que você fazia?" (com Hervê Cordovil), 1935 - "Roubou, mas não leva" (paródia de "Pagou, mas não leva", de Benedito Lacerda e Milton Amaral), 1935 - "Seu Zé" (paródia de "Boneca", de Aldo Cabral e Benedito Lacerda), 1935 - "Silêncio de um minuto" 1935 - "Só pode ser você (ilustre visita)" (com Oswaldo Gogliano, o Vadico), 1935 - "Tudo nos une" (com Arnold Glückmann), 1935 - "Tudo pelo teu amor" (com Arnold Glückmann), 1935 - "Cem mil réis "(com Oswaldo Gogliano, o Vadico), 1936 - "Cidade mulher" 1936 - "Dama do cabaré" 1936 - "De babado" (com João Mina), 1936 - "É bom parar" (com Rubens Soares), 1936 - "Este meio não serve" (com Ernesto dos Santos, o Donga), 1936 - "Maria-fumaça" 1936 - "Menina dos meus olhos" (com Lamartine Babo), 1936 - "Morena-sereia" (com José Maria de Abreu), 1936 - "Na Bahia" (com José Maria de Abreu), 1936 - "Pela primeira vez" (com Cristóvão de Alencar), 1936 - "Provei" (com Oswaldo Gogliano, o Vadico), 1936 - "Quem ri melhor" 1936 - "São coisas nossas" 1936 - "Sobe balão" (com Marília Baptista), 1936-1961 - "Tarzan, o filho do alfaiate" (com Oswaldo Gogliano, o Vadico), 1936 - "Você vai se quiser" 1936 - "O x do problema" 1936 - "Chuva de vento" 1937 - "Eu sei sofrer" 1937 - "Pra que mentir" (com Oswaldo Gogliano, o Vadico), 1937 - "Último desejo" 1937 - "Você por exemplo" 1937 - "Amar com sinceridade" (com Sylvio Pinto), 1935 - "Baianinha" 193? - "Cabrocha do Rocha" (com Sílvio Caldas), 193? - "Com mulher não quero mais nada" (com Sylvio Pinto), 193? - "Faz de conta que eu morri" (com Henrique Gonçales), 193? - "Faz três semana" (paródia de "Suçuarana", de Heckel Tavares e Luís Peixoto), 193? - "João-teimoso" (com Marília Baptista), 193? - "Não morre tão cedo" 193? - "No baile da flor-de-lis" 193? - "Para atender a pedido" 193? - "Queimei teu retrato" (com Henrique Britto), 193? - "Saí da tua alcova" 193? - "Suspiro" (com Orestes Barbosa), 193? - "Vagolino de cassino (Virgulino do cassino)" (paródia de "Cheek to cheek", de Irving Berlin), 193? - "Verdade duvidosa" 193? |

## Discografia
- Noel Rosa e sua Turma da Vila - 1968
- Noel por Noel - 1971
- Noel Rosa - 1975
- Coisas Nossas - 1982
- Noel Rosa - 1983
- Noel Rosa - Inédito e Desconhecido - 1983
- Uma Rosa para Noel - 1987
- De Babado Sim - Noel Rosa e Marília Batista - 1991
- Noel Rosa e Aracy de Almeida - 1994
- Feitiço da Vila - 1994
- Que se Dane - 1999
- Noel Rosa - Pela primeira vez - Box - 2000